# Li (Baoding)
Li (en chino simplificado, 蠡县; pinyin, Lǐ xiàn) es un condado bajo la administración directa de la ciudad-prefectura de Baoding. Se ubica en la provincia de Hebei, este de la República Popular China. Su área es de 652 km² y su población total para 2010 fue más de 500 mil habitantes.

## Administración
El condado de Li se divide en 13 pueblos que se administran en 10 poblados y 3 villas.